# Güte
Unter Güte (von gut, mhd. güete, ahd. guoti, ‚Gutheit‘, früher auch Herzensgüte) versteht man eine freundliche, wohlwollende und nachsichtige Einstellung gegenüber anderen. Elemente von Güte sind Gutes tun, Gnade üben, Wohlwollen und Barmherzigkeit. Als Gegenteil von Güte bzw. Herzensgüte werden Strenge oder Unnachgiebigkeit angesehen. Im Christentum ist Güte bzw. Allgüte eine der Haupteigenschaften Gottes (siehe auch Liebe Gottes) sowie Frucht des Heiligen Geistes.

## Güte in der Tugendlehre
In einzelnen Betrachtungen zur Tugend wird die Güte eigens genannt. Das allegorische Gedicht Der Meide Kranz (um 1355) von Heinrich von Mügeln lässt zwölf Tugenden auftreten, darunter die Güte. Der deutsche Philosoph Johann Friedrich Herbart nennt als Kardinaltugenden: Tapferkeit, Freiheit, Güte und Gerechtigkeit.

## Voraussetzungen für Güte
Güte ist nach dem Neuen Testament eine Frucht des Heiligen Geistes. Sie wird durch diesen in den Menschen gewirkt und ist nicht auf ein bestimmtes Maß beschränkt, sondern kann zunehmen und wachsen. Der Brief des Paulus an die Galater führt aus: "Die Frucht des Geistes aber ist Liebe, Freude, Friede, Langmut, Freundlichkeit, Güte, Treue" (Gal 5,22 )
Albert Schweitzer führt in seinem Buch Die Lehre der Ehrfurcht vor dem Leben aus, dass in der Gütigkeit vorankomme, wer den Mut habe, sich selber zu beurteilen und zu richten, darum zu ringen, wahrhaft friedfertig zu werden:
„Rechtes Denken lässt das Herz mitreden. Stetige Gütigkeit vermag viel. Wie die Sonne das Eis zum Schmelzen bringt, bringt sie Missverständnisse, Misstrauen und Feindseligkeit zum Schwinden. Was ein Mensch an Gütigkeit in die Welt hinausgibt, arbeitet an den Herzen und an dem Denken der Menschen.“
Arthur Schopenhauer führt die Herzensgüte auf das Überwiegen von Erkenntnis über den Willen zurück:
„Denn jene [die Güte] entsteht ja zuletzt dadurch, dass das bloß erkannte Leiden anderer unser Tun mehr bestimmt als der eigene Wille und sein unmittelbares Genügen. ... Die Großmut, die Clementia, das Vergeben, das Erwidern des Bösen mit Gutem zwingt uns deshalb so ungemessenes Lob und Bewunderung ab, weil der es übt, sein eignes Wesen wiedererkennt auch in dem, welcher in ihm das seinige verkannte: und zugleich ihn von seinem Irrtum zurückbringt auf dem Wege, welcher der sanfteste und zugleich der allein sichere ist: denn dieser ist genötigt zu sich (im innersten Gefühl) zu sagen: ‚Das Wesen, das ich verletzte, war ich selbst, denn es behandelt mich wie sich selbst.‘ - Wie wenig vermag dagegen der unsichere Weg der Vorwürfe.“